# A6 (motorväg, Italien)
A6 (italienska La Verdemare)  är en motorväg i Italien som går mellan Turin och Savona. Motorvägen går igenom regionerna Piemonte och Ligurien. Europaväg E717 går längs denna motorväg hela sträckan.
Den norra delen av A6 går över den platta Poslätten, medan den södra delen går genom Apenninerna, med ganska extrema topografiska förhållanden. Här har körbanorna egna sträckningar för de båda riktningarna. På tre delsträckningar går de skilda vägar med en slags vänstertrafik längs två av dem – de korsar varandra. Det finns ett samhälle mellan körbanorna, Altare.